# Mangeclous (film)
Pour plus de détails, voir Fiche technique et Distribution.
Mangeclous est un film français réalisé par Moshé Mizrahi, sorti en 1988.
Il s'agit d'une adaptation du roman d'Albert Cohen, publié en 1938.

## Synopsis
Les Valeureux sont un clan de Juifs modestes et hauts en couleur vivant à Céphalonie, dans les Iles Ioniennes dans les années 1930. Mangeclous est le manipulateur et le profiteur du clan, faux avocat en réalité à peine écrivain public. Attirés à Genève par la promesse d'un trésor que leur a fait miroiter un mystérieux courrier, ils prennent le chemin de la Suisse en grand équipage menés par l'oncle Saltiel qui dispose d'une certaine autorité sur la famille. Ils sont rejoints à Marseille par Scipion, un marseillais camarade de régiment de Mangeclous. Arrivés à Genève après les pérégrinations rocambolesques d'un voyage très dépaysant pour eux, ils ne comprennent toujours pas que l'auteur du courrier mystérieux n'est autre que le prince du clan, le brillant Solal qui est haut fonctionnaire à la Société des Nations. Mangeclous, l'infatigable baratineur du clan tente plusieurs manœuvres afin de s'approprier le trésor promis mais Saltiel déjoue ses plans et les valeureux finissent par rencontrer Solal dans son luxueux bureau. Le trésor n'existe pas ou plutôt il est simplement dans la réunification du clan et dans l'abondant repas que lui offre Solal et qui, pour Mangeclous, suffit à justifier le voyage.

## Fiche technique
- Réalisation : Moshé Mizrahi
- Scénaristes : Albert Cohen, Moshé Mizrahi
- Musique : Philippe Sarde
- Assistant réalisateur : Tony Aboyantz
- Budget : 34 millions de francs[1] (soit environ 9,9 millions d'euros en 2024[2])
- Pays de production :  France
- Genre : comédie dramatique
- Durée : 118 minutes
- Date : 7 décembre 1988

## Distribution
- Pierre Richard : Mangeclous
- Charles Aznavour : Jérémie
- Jean-Luc Bideau : Michaël
- Bernard Blier : Saltiel
- Jean Carmet : Scipion
- Jacques Dufilho : Mattathias
- Jacques Villeret : Salomon
- Samuel Labarthe : Solal
- Jean-Pierre Cassel : De Surville
- Fernand Berset : l'agent de police genevois
- Bernard Pivot : Narrateur (voix off)

## Caractéristiques du film
L'œuvre d'Albert Cohen est réputée très difficile à adapter au cinéma. La subtilité psychologique des personnages et des rapports humains fait la matière de ses ouvrages mais leur intrigue, compliquée mais ni réaliste ni décisive, s'accommode mal du format linéaire et de la précision qu'exige le cinéma moderne. D'ailleurs Albert Cohen a formellement souhaité que son œuvre ne soit pas portée à l'écran. Moshe Mizrahi s'est néanmoins attaqué à Mangeclous, qui est le plus haut en couleur des romans du cycle des Valeureux avec une réussite évidente. La distribution éblouissante donne aux Valeureux un relief et une subtilité attachante qui rend ce film loufoque très original et très drôle. Le réalisateur a bien compris et a réussi à mettre en images l'auto-dérision, le désespoir et l'originalité de l'œuvre d'Albert Cohen.